# Paulina Gálvez (modelo)
Paulina Margarita Gálvez Pineda (Antiguo Cuscatlán, La Libertad, El Salvador, 23 de abril de 1980) es una modelo colombo-salvadoreña, ganadora de Miss International 1999 y virreina del Concurso Nacional de Belleza de Colombia de 1998 con el título de Señorita Colombia Internacional 1998.

## Biografía
Paulina Gálvez nació el 23 de abril de 1980 en Antiguo Cuscatlán del departamento de La Libertad, El Salvador, hija de Paulina Pineda y Guillermo Edmundo Gálvez, proveniente de Pasto, Colombia. Vivió en la ciudad de Pasto desde los dos años de edad. Representó a Nariño en el Concurso Nacional de Belleza en Cartagena de Indias (La Heroica) en el año de 1998 donde ganó el título de Señorita Colombia Internacional o también llamada Virreina, la cual la colocó como la representante de Colombia en Miss International. En 1999 representó a Colombia en el Miss International donde obtuvo el título a la mujer más bella. Inmediatamente después se dedicó a viajar por el mundo.
En el año 2001 regresa a Colombia. Estudió medicina en La Universidad de la Sabana y actualmente realiza su especialización médica en Farmacología Clínica en la misma universidad. Está casada y es madre de una niña.

## Miss Internacional

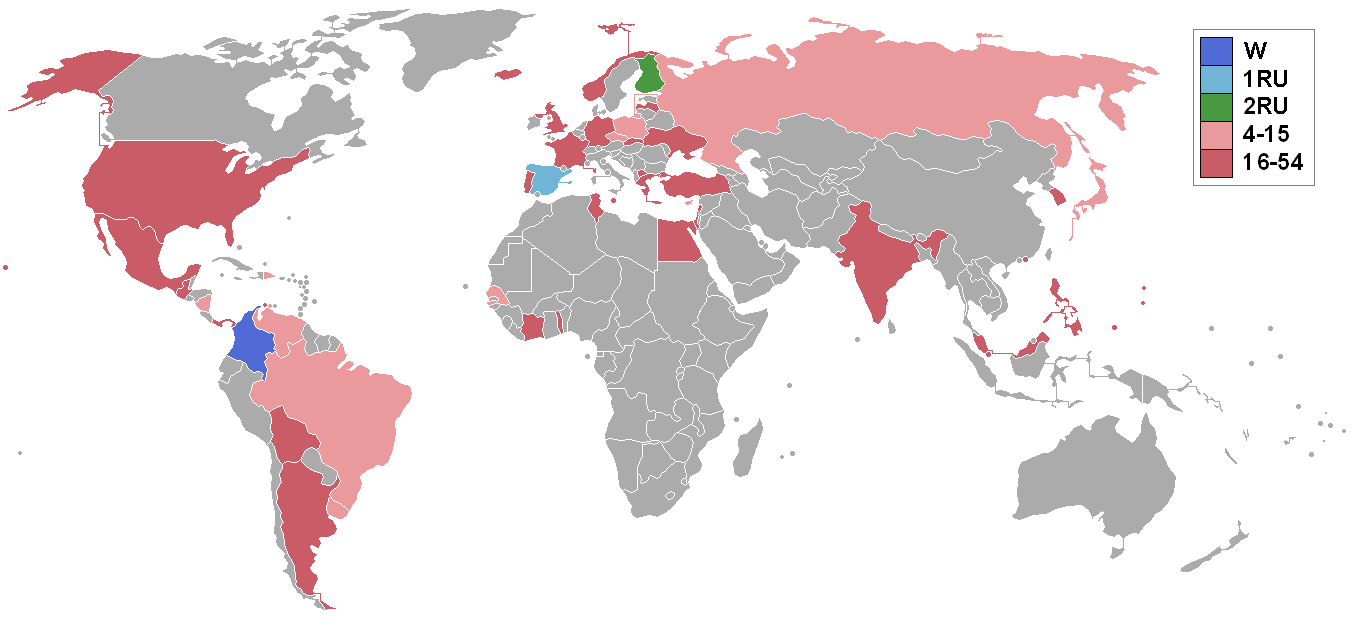
Países y territorios que enviaron delegados y resultados.

| Resultados finales      | Concursantes |
| ----------------------- | --- |
| Miss International 1999 | - Colombia - Paulina Gálvez |
| 1st runner-up           | - España - Carmen Fernández |
| 2nd runner-up           | - Finlandia - Saija Palin |
| Top 15 semifinalists    | - Brasil - Alessandra do Nascimento - Curazao - Pamela Winkel - Chipre - Afroditi Pericleous - República Checa - Sárka Sikorová - República Dominicana - Patsi Arias - Japón - Kana Onoda - Nicaragua - Claudia Alaniz - Polonia - Adrianna Gerczew - Rusia - Maria Tchebotkevitch - Senegal - Aïcha Faye - Uruguay - Daniela Abasolo - Venezuela - Andreína Llamozas |

### Special awards
| Premio            | Concursante                 |
| ----------------- | --------------------------- |
| Miss Congeniality | - - Miyuki Hill             |
| Miss Photogenic   | - Colombia - Paulina Gálvez |